# 山椤
山椤（学名：Aglaia roxburghiana）为楝科米仔兰属下的一个种。

## 扩展阅读
- 維基物種上的相關：山椤